# Харківський академічний український драматичний театр імені Тараса Шевченка
Харківський академічний український драматичний театр ім. Т. Шевченка — академічний театр у Харкові. Вистави показують на трьох сценах: великій, малій (яка має назву «Березіль») та експериментальній.

## Історія
Харківський державний академічний український драматичний театр ім. Т. Г. Шевченка — один з найстаріших театрів України. Харківський драматичний театр було побудовано у 1841 році за проєктом архітектора з Москви Андрія Тона. У 1883 році його було реконструйовано інженером-архітектором з Вільно Болеславом Михаловським.

Зі спогадів майбутньої відомої співачки О. Сантагано-Горчакової:
Один із братів моїх, пристрасний аматор театру, який брав участь зі мною у всіх аматорських спектаклях, одружившися, залишив полк і, на жах всієї родини, зняв Харківський театр… Платня була величезна, артистів маса, але грошей щось ми не бачили, і спершу наш ліс, а потім дачі йшли на це підприємство, і мій брат потроху розорявся. Але театр має таку привабливу силу, що, бачачи неминучу загибель, брат не вгавав і жив надією!.. Я всі вечори, коли тільки мене відпускали, проводила в братовій ложі, що виходила також на сцену, впиваючись запахом лаштунків, немов отрута, що вливалася нам у жили...
Знаменитий на той час трагік, негр Олдрідж, який зводив з розуму Петербург, де він грав кілька речей з шекспірівського репертуару з імператорською німецькою трупою, [1862 року] виявив згоду гастролювати і у нас. Всі місця бралися з бою, ложа брата була продана, і я благала батька піти зі мною в партер... Добре володіючи англійською мовою, я з завмиранням серця і страшним хвилюванням стежила за всіма перипетіями трагедії і, повернувшись додому, не могла заснути, таке сильне було враження, справлене на мене. Ілюзії сприяла відсутність суфлера. На другий день Олдрідж був у нас і незабаром став щоденним гостем, радіючи, що є з ким побазікати по-англійськи...

### Будівля Державного театру УРСР
У 1925 році будівлю театру, який на той час був найбільший в Україні і носив ім'я Тараса Шевченка, було відремонтовано до 9-ого Всеукраїнського З'їзду Рад.
У 1933 році до Харкова було переселено колектив Александрінського театру драми з Ленінграду, якому надали приміщення Клубу друкарів.

### Період «Березолю»
«Березіль» як художній колектив було засновано у Києві 31 березня 1922 р. реформатором українського театру, актором, режисером, народним артистом України Лесем Курбасом, який дав йому поетичну назву «Березіль». Назва театру підкреслювала його мету і завдання: стати буйною весною нового українського театру.
Добре обізнаний з практикою західноєвропейського мистецтва, Лесь Курбас переносив на національний ґрунт здобутки театру експресіонізму. Його метод образного мислення — перетворення — заперечував натуралістичне копіювання життя, збуджував пульсуючу думку, викликав широкі асоціації. Режисер був засновником спочатку політичного (1922—1926), а потім і філософського (1926—1933) театру в Україні.
З самого початку свого існування театр був сміливим і міцним експериментальним колективом у якому променіли молоді акторські таланти — А. Бучма, М. Крушельницький, Н. Ужвій, Й. Гірняк, В. Чистякова, Л. Сердюк, Д. Антонович, І. Мар'яненко, Ф. Радчук та ін. У театрі під керівництвом Л. Курбаса була створена режисерська лабораторія (режлаб). До неї входили молоді режисери й актори, серед яких були Ф. Лопатинський, Г. Ігнатович, М. Крушельницький, Б. Балабан, В. Скляренко, В. Чистякова, В. Василько, П. Береза-Кудрицький та ін. Протягом 1923—1924 рр. у режлабі обговорювалися принципи роботи митців, що представляли сучасний на той час німецький експресіонізм. Про це свідчить й тогочасна практика театру. Крім вистав за п'єсами драматургів Г. Кайзера («Газ»), Е. Толлера («Машиноборці», «Людина-маса») рисами експресіонізму були позначені також постановки Л. Курбаса «Джіммі Хіггінс» за Е. Сінклером, «Гайдамаки» за Т. Шевченком та інші.
На початку 1926 р. Народний комісаріат освіти України вирішив перевести «Березіль» як кращий театр республіки до тодішньої столиці Харкова. 4 травня 1926 року у Київському театрі відбулися урочисті проводи «березільців», а 16 жовтня 1926 року розпочався перший харківський сезон прем'єрою вистави за п'єсою Ф. Кроммелінка «Золоте черево» у приміщенні на вулиці Сумській, 9. Ось уже більше як 90 років театр живе і працює за цією адресою.
У харківському «Березолі» засяяла яскрава тріада митців: режисера Леся Курбаса, художника Вадима Меллера і драматурга Миколи Куліша. У творчій співдружності вони створили вистави «Народний Малахій» (1928), «Мина Мазайло» (1929), «Маклена Ґраса» (1933), які набули широкого розголосу в Україні, а перші дві вистави навіть стали причиною для всеукраїнської літературної дискусії. Проти Л.Курбаса були висунуті звинувачення в «похмурості», викривленні оптимістичної радянської дійсності.
Наприкінці 1933 р. Л. Курбаса звільнили з посади художнього керівника театру, а згодом арештували. 9 квітня 1934 р. Л. Курбаса було вислано на будівництво Біломорсько-Балтійського каналу на Медвежу Гору, потім відправлено на Соловки. У грудні 1934 р М. Куліша було заарештовано органами НКВС і звинувачено у приналежності до націоналістичної терористичної організації. У березні 1935 р. він був засуджений до 10 років Соловецьких таборів. 3 листопада 1937 Леся Курбаса і Миколу Куліша було розстріляно в урочищі Сандармох.

### 1930-ті— 1940-і роки
Після Л. Курбаса майже двадцять років театр очолював його учень і послідовник — Мар'ян Крушельницький, який створив героїко-романтичний театр. З 1935 р. театр «Березіль» було перейменовано на театр ім. Т. Г. Шевченка. Вистави «Ярослав Мудрий» І. Кочерги та «Генерал Ватутін» Л. Дмитерка були відзначені Державними преміями. У 1947 р. театр одержав звання академічного.
Театр під художнім керівництвом М. Крушельницького входив до п'ятірки найкращих театральних колективів колишнього СРСР. Перед війною у нових якостях розкрився талант таких акторів, як С. Федорцева, Ф. Радчук, І.Мар'яненко, М. Покотило, В. Чистякова, Є. Бондаренко, Л. Криницька, І. Костюченко, Н. Тимошенко. М.Крушельницький виступав як режисер і актор. Шевченківці славилися ансамблевим виконанням вистав, глибокою розробкою ролей, психологізмом, життєстверджуючим характером творчості. Серед вдаліших постановок цього періоду — «Платон Кречет» О. Корнійчука (реж. Б. Тягно), «Васа Желєзнова» М. Горького, «Дружина Клода» А. Дюма-сина, «Назар Стодоля» Т. Шевченка, «Тев'є-молочник» за Шолом-Алейхемом, «Талан» М. Старицького (реж. Л. Дубовик), «Дай серцю волю, заведе в неволю» М. Кропивницького, «Богдан Хмельницький», «В степах України» О. Корнійчука, «Євгенія Гранде» О. де Бальзака (реж. М. Крушельницький).
У роки німецько-рядянської війни шевченківці працювали в евакуації. У місті Кизил-Кія група акторів за допомогою мінімальних ресурсів підготували й здійснили постановку комедії Г. Квітки-Основ'яненка «Шельменко-денщик», яка досі не сходить зі сцени театру. У цей період до театру приходить молода артистка Р. Кіріна. Влітку 1943 р. шевченківці організували фронтову бригаду акторів, яку очолював Л. Сердюк. Артисти виступали у військових частинах Першого українського фронту. Після визволення Харкова колектив повернувся додому і відкрив новий сезон на рідній сцені виставою «Богдан Хмельницький». Театр ім. Т. Г. Шевченка був першим з числа евакуйованих творчих колективів, який розпочав свою роботу на стаціонарі.
Перші післявоєнні роки для шевченківців були передювілейним. Вони зустрічали ювілей прем'єрою вистави «Приїздіть у Дзвонкове» О. Корнійчука. Окрім того, колектив поновив виставу «Гроза» М. Островського і поставив п'єсу Ліліан Геллман «Лисички». У 1947 р. за постановку п'єси «Генерал Ватутін» Любомира Дмитерка  колективу театру  присуджено Сталінську премію.

### 1950-ті— 1980-ті роки
Влітку 1951 р. театр представляв у рамках Декади української літератури і мистецтва у Москві вистави «Дай серцю волю…» М. Кропивницького, «Ярослав Мудрий» І. Кочерги, «Загибель ескадри» і «Платон Кречет» О. Корнійчука, «Єгор Буличов та інші» М. Горького. З високою оцінкою творчості шевченківців виступили у обговоренні вистав Б.Захава, Б. Бялик, С. Бірман. Про «Єгора Буличова…» з Крушельницьким у заголовній ролі в постановці режисера Б. Норда говорили, як про принципову перемогу театру.
У 1951 р. М. Крушельницький перейшов до Київського театру імені І. Франка. На початку 1950–х до складу шевченківців влилися вихованці корифеїв театру — Л. Биков, Р. Колосова, С. Чибісова, Б. Ставицький, В. Крайниченко, Л. Попова, Л. Тарабаринов, зі Львова було запрошено Я. Геляса.
Наприкінці 40-х — початку 50-х років з успіхом йшли вистави у постановці Олексія Глаголіна: здійснені разом з художником С. Йоффе — «Підступність і кохання» Ф. Шіллера (1948), «Мірандоліна» К. Гольдоні (1949), «З коханням не жартують» П. Кальдерона (1952); у співпраці з художником В. Греченком — «Отелло» В. Шекспіра (1952), «Легенда про любов» Н. Хікмета (1953).
1952 р. на посаду художнього керівника театру був призначений Лесь Дубовик, але у серпні того ж року він несподівано помер. Посаду головного режисера одержав Бенедикт Норд і працював на ній до 1963 р. включно, поки не перейшов на педагогічну роботу і не переїхав до Москви. У 1957—1963 р. обов'язки директора і худрука театру виконував Лесь Сердюк.
Серед вистав Б. Норда найбільше значення мали: «Єгор Буличов» та ін." М.Горького (1947), «Ревізор» М. Гоголя (1952), «Гамлет» В. Шекспіра (1956); дві останні вистави було створено ним разом з художником В. Греченком.
У 1963—1964 рр. колектив театру очолював Володимир Крайніченко. Він ставив різні за жанрами та стильовими особливостями вистави. Серед його найкращих постановок — «Лимерівна», «Повія» за Панасом Мирним (1952,1954), «Кров людська — не водиця» за власною інсценізацією у співавторстві з М. Стельмахом (1959), «Двоє на гойдалці» В. Гібсона.
У 1965—1966 рр. головним режисером театру був Віталій Смоляк. 1967 року до театру повернувся Володимир Оглоблін, який перебував на посаді головного режисера протягом трьох років. Актори-«шестидесятники», які працювали разом з ним — В. Маляр, В. Івченко, А. Дзвонарчук, Л. Платонова, Л. Стілик та інші — говорили як приказку: «Всі ми вийшли зі школи Оглобліна». Режисер-педагог з багатою художньою уявою, він виховував акторів, спроможних відтворювати тонкі психологічні нюанси у цілісних образах сценічних героїв. Серед вистав, що були здійснені ним на шевченківській сцені — «Привиди» Г. Ібсена (1955), «Розплата» О. Корнійчука (1966), «Перекоп» І. Кавалерідзе, «Чудаки» М. Горького (1967).
Режисер Ф. Александрін тяжів до драматургії, що відтворювала народне життя. Найкращі його постановки — «Безталанна» І. Карпенка-Карого (1969), «Трибунал» А. Макайонка (1970).
З 1971 до 1974 року головним режисером театру був Броніслав Мешкіс, який привіз із собою випускників Київської театральної студії при академічному театрі ім. І. Франка: Л. Захарчук, П. Рачинського, О. Бабенко, Г. Коран, О. Бурда, А. Натолоку, О. Копитіна, П. Шидевар, В. Навроцького. Окрім студійців до театру прийшли молоді артисти: О. Качан, В. Петров, О. Гава, Ю. Головін, С. Соловйова, Г. Плохотнюк.
З 1974 до 1978 колектив очолив Анатолій Литко, який здійснив вистави «Живий труп» Л.Толстого (1974), «Російські люди» К. Симонова (1975), «Річард III» В. Шекспіра, «Не стріляйте в білих лебедів» за однойменною повістю Б. Васильєва (у співрежисурі з В. Івченком, 1977).
Наступне десятиліття ознаменувалося працею головних режисерів театру Михайла Гіляровського (1979—1981), який тяжів до поетичного театру (вистави «Дума про Сухомлинського», «Соловейко-Сольвейг» І. Драча, 1980), та Олександра Бєляцького (1983—1989), до кращих вистав якого належать: «Шлях» за власною п'єсою у співавторстві з З. Сагаловим (1984), «П'ять діамантів Тев'є-молочника» за повістю Шолом-Алейхема (1986), «Воронячий гай» О. Вампілова (1987), прем'єрою якої було відзначено відкриття малої сцени «Березіль» та «Мина Мазайло» М. Куліша. 1982 року режисер Володимир Петров здійснив доленосну для театру виставу– «Млин щастя» В. Мережка у якій відбилися основні риси творчості шевченківців: гостра зовнішня форма, глибокий психологізм, романтична піднесеність, ансамблевість акторського виконання, органічне сполучення всіх компонентів вистави, актуальність. У той же період в театрі працювали режисери О. Аркадін-Школьник, М. Нестантінер, В. Мажурін.

### 1990-ті— нинішній час
У 1990-ті роки найвизначнішими були вистави головних режисерів театру Ігоря Бориса (1991—1996) «Король Лір» В. Шекспіра (1991). «Украдене щастя» І. Франка (1992); Анатолія Литка (1997—2001) «Макбет» Е. Іонеско (1996).
У різні роки в театрі працювали відомі режисери (крім названих) — Я. Бортник, В. Василько, Я. Рєзніков, Л. Танюк, В. Загоруйко, Г. Кононенко, А. Концедайло, П. Морозенко, О. Барсегян, І. Гріншпун, В. Аносов, В. Бунін, О. Вількін, М. Яремків, В. Кучинський, О. Ковшун; художники — А. Петрицький, Б. Косарєв, О. Тишлер, Л. Альшиць, М. Сімашкевич, Д. Власюк, Є. Товбін, Г. Батій, Т. Медвідь (з 1974 р. і по сьогодні головний художник театру), В. Кривошеїн, Б. Чернишов, С. Йоффе, М. Кужелєв, І. Нірод, Ю. Доломанов, О.Семенюк, Е. Кочергін, Т. Пасічник, Н. Руденко-Краєвська, А. Чечик, Кольо Карамфілов, Тіта Дімова; композитори –А. Буцький, М. Вериківський, П.Козицький, Ю. Мейтус, Б. Крижанівський, Д. Клебанов, К. Данькевич, Л. Ревуцький, П. Майборода, М. Кармінський, Б. Яровинський
У 1990-ті роки шевченківці брали участь у міжнародних театральних фестивалях «Березіль-93» (Харків), «Золотий лев» (Львів), «Мистецьке березілля» (Київ).
У 2002—2005 рр. лідером театру був заслужений діяч мистецтв України Андрій Жолдак. З 2001-го до 2008 року шевченківці презентували вистави «Гамлет. Сни», «Місяць кохання», «Один день Івана Денисовича», «Гольдоні. Венеція» в його постановці на міжнародних театральних фестивалях у Києві, Москві і Санкт-Петербургу (Росія), Сібіу (Румунія), Кишиневі (Молдова), Скоп'є (Македонія), Варні (Болгарія), Греноблі (Франція), Гданську і Варшаві (Польща), Гронінгені (Нідерланди), Берліні (Німеччина) тощо. У 2004 р. на фестивалі «Балтійський дім» театр одержав Першу міжнародну премію ЮНЕСКО.
Протягом наступних 2008—2013 р. театр брав участь у проведенні 19-ти міжнародних театральних фестивалів з виставами: «Маленькі подружні злочини» Е.-Е. Шмітта у постановці С. Бережка («Homo ludens-2010», Миколаїв), «Віолончель» Є.Шинкаренка у постановці С. Пасчника («Золота валіза-2010», Суми), «Мина Мазайло» М. Куліша у постановці В. Біляцького (Перший всеукраїнський фестиваль шевченківських театрів, 2011, Черкаси), «Woyzeck» Г. Бюхнера у постановці О. Ковшуна («High Fest-2010», Арменія; Позаконкурсна програма «Маска Плюс» фестивалю «Золота маска-2012» Росія), «Акторська гримерна» К. Сімідзу у постановці О. Стеценко («Театр. Чехов. Ялта» 2012) та ін.
З 2006 по 2009 рр театр очолив актор і режисер театру, заслужений діяч мистецтв України Степан Пасічник. Серед вистав, створених режисером не тільки у період художнього керівництва, а і за весь період роботи у театрі — «Таємниця» і «Кирпатий Мефістофель» за В. Винниченком, «Маклена Грасса» М. Куліша, «Адвокат Мартіан» Л. Українки, «Негода» А. Стріндберга, «Л. Ю. Ч. Е» Л. С. Черняускайте, «Танго» С. Мрожека, «Ту степ на валізах» Р. Баера.
У 2011—2013 рр художнім керівником театру став заслужений діяч мистецтв України Олександр Аркадін-Школьнік, який здійснив низку яскравих вистав, серед яких «Примадонни» К. Людвіга, «Продавець дощу» Р. Неша, «Зойчину квартиру» М. Булгакова, яку було показано у Києві з нагоди 120-ліття від дня народження письменника.
У 2013—2018 художнім керівником театру був народний артист України Володимир Маляр. Під його керівництвом театр до 200-річчя від дня народження Тараса Шевченка на Малій сцені «Березіль» презентував прем'єру поетичної вистави «Мені однаково, чи буду…» за творами поета у постановці режисера С. Пасічника.
З 2018 року головним режисером театру знову стає Степан Пасічник.
Театр представляв своє мистецтво на міжнародних театральних фестивалях у Польщі (Варшаві, Познані, Кракові) та Сербії (Сомбор) з виставами «Прощай, Юдо!» І. Ірединського, «Антигона у Нью-Йорку» Я. Гловацького, «Замок» Ф. Кафки.
Протягом театральних сезонів у театрі постійно працює музей, який залучає до роботи викладачів та студентів творчих вищих навчальних закладів: театрознавців, краєзнавців, музеєзнавців та журналістів. У музеї проводяться екскурсії, присвячені життю і творчості Леся Курбаса і Харківського періоду його діяльності, та історії створення театру у Харкові.
Колектив театру регулярно співпрацює з Польським консульством у Харкові, Харківським національним університетом мистецтв ім. І. Котляревського, Харківською державною академією культури, «Харківським літературним музеєм», Міжобласним відділенням Національної спілки театральних діячів України.

## Відомі співробітники театру

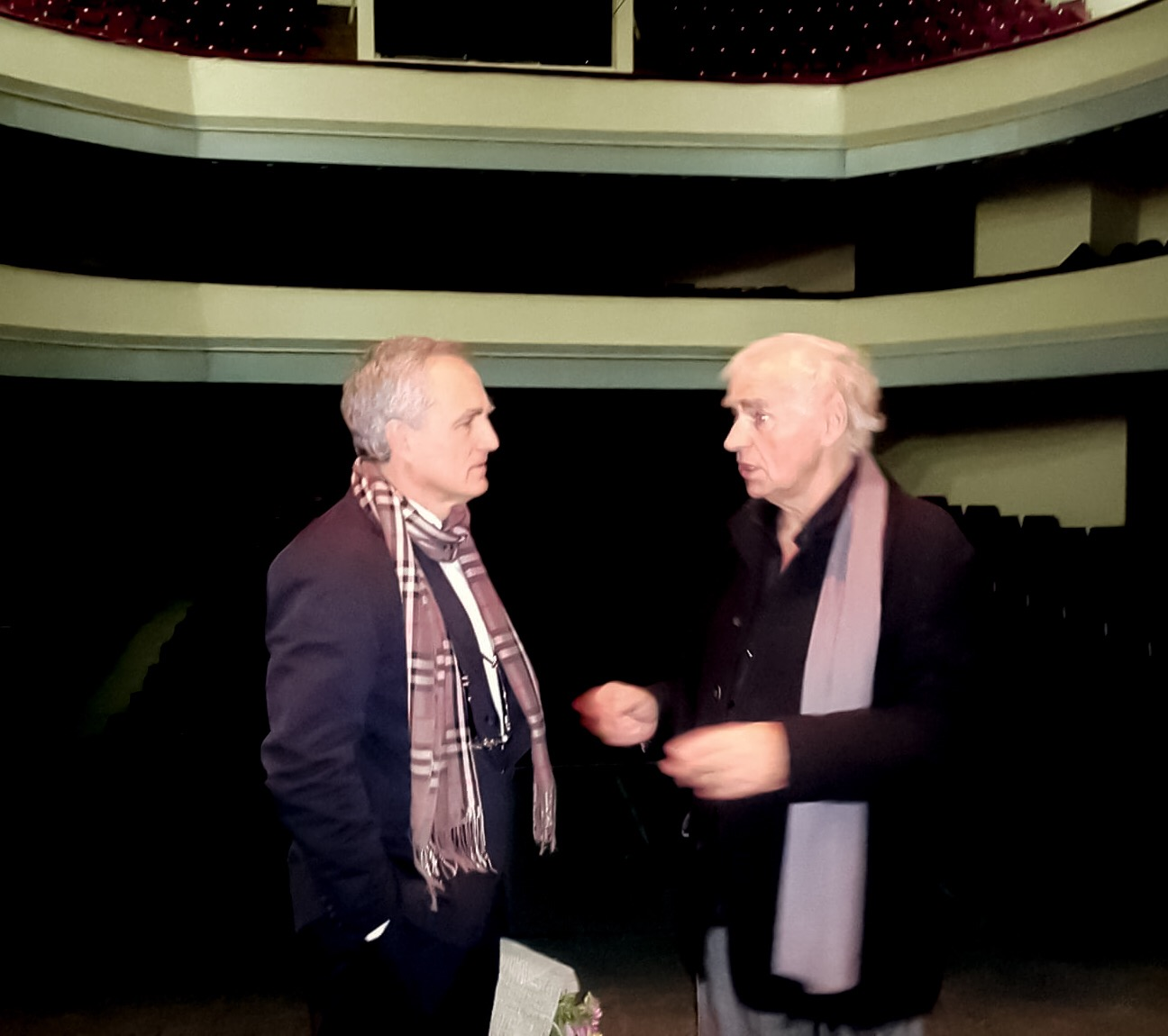
Анджей Щитко, Януш Гловацький(Харківський академічний український драматичний театр імені Тараса Шевченка, 04.12.2014).

Декораторами театру працювали: В. Меллер, В. Греченко, Д. Власюк, Г. Батій, О. Костюченко, В. Кравець, Т. Медвідь та ін.
До акторського складу, крім старих «березільців» (А. Бучма, Д. Антонович, І. Мар'яненко, Л. Дубовик, Є. Бондаренко, Н. Ужвій, С. Федорцева, В. Чистякова), належали: Л. Криницька, В. Герасимова, Н. Лихо, М. Жаданівський; випускники Харківського Інституту Мистецтв і студії: Р. Колосова, С. Чибісова, Л. Попова, А. Свистунова, Л. Биков, А. Літко, В. Шестопалов, В. Маляр, А. Дзвонарчук, В. Івченко, Л. Тарабаринов, А. Смерека та ін.
У театрі працював польський режисер Анджей Щитко. Є режисером вистав, серед яких в Харківському академічному драматичному театрі ім. Т. Г. Шевченка: «Прощай, Юдо» І. Ірединського /2013/, «Антигона в Нью-Йорку» Януша Гловацького /переклад з польської Олекса́ндр Ірване́ць, 2014/, «Картотека» Тадеуша Рожевича /2017/.

### Дирекція театру
- (1933—1952) — Крушельницький Мар'ян Михайлович
- (1952—1957) — Норд Бенедикт Наумович
- (1957—1962) — Сердюк Олександр Іванович
- (1965—1969) — Кононенко Григорій Йосипович
- (1973—1978,1996—2001) — Літко Анатолій Якович
- (2002—2005) — Жолдак Андрій Валерійович
- (2006—2009) — Пасічник Степан Володимирович
- (2011—2012) — Олександр Аркадін-Школьнік
- (2012—2018) — Маляр Володимир Миколайович
- (2018—) — Пасічник Степан Володимирович